# Massimo Oddo
Massimo Oddo, italijanski nogometaš in nogometni trener, * 14. junij 1976, Città Sant'Angelo, Italija.
Svojo kariero je kot mladinec začel pri Milanu, profesionalno pot pa je pričel v Fiorenzuoli. Kasneje je v nižjih ligah nastopal še za Monzo, Lecco in Prato, leta 1999 pa je prestopil v Napoli. Sledili sta dve sezoni v Veroni, od leta 2002 do 2007 pa je bil član in tuki kapetan Lazia, s katerim je leta 2004 osvojil italijanski pokal. Leta 2007 se je preselil v svoj nekdanji mladinski klub AC Milan s katerim je že takoj prvo sezono osvojil Ligo Prvakov.
Med letoma 2002 in 2008 je nastopal tudi za reprezentanco, za katero je debitiral ob porazu na prijateljski tekmi s Slovenijo v Trstu. Udeležil se je tudi Svetovnega prvenstva v Nemčiji. 